# Wolfgang Vyslozil
Wolfgang Vyslozil (* 12. November 1945 in Meiningen, Thüringen) ist ein österreichischer Medienmanager und Universitätslektor.

## Leben

### Ausbildung und erste berufliche Stationen
Vyslozil wuchs in Klosterneuburg in Niederösterreich auf. Nach Matura, Wehrdienst und einigen Semestern Medizinstudium studierte er in Salzburg Publizistik zunächst bei Günter Kieslich und Politikwissenschaft sowie in Linz Betriebswirtschaftslehre. Er promovierte 1974 bei Michael Schmolke an der Universität Salzburg zum Dr. phil. Seine Arbeit behandelte den systemtheoretischen Ansatz des Soziologen Niklas Luhmann. 1971/1972 war er der erste Pressereferent der österreichischen Rektorenkonferenz.
Von 1974 bis 1976 arbeitete Vyslozil zunächst als Assistent der Geschäftsführung der überregionalen Qualitätszeitung Die Presse und danach bis 1982 als deren stellvertretender Geschäftsführer. Er war u. a. für die technische Herstellung der Zeitung verantwortlich und stellte die bis dahin in Bleisatz hergestellte Presse als erste Zeitung Österreichs auf Lichtsatz um.
Darüber hinaus hatte Vyslozil von 1978 bis 1984 einen Lehrauftrag für Verlagsmarketing und Verlagsmanagement am Publizistik-Institut der Universität Wien. Von 1979 bis 1982 vertrat er die Arbeitgeberseite als Beisitzer beim Arbeitsgericht Wien sowie die Presse in der Gesellschaftsversammlung der Radio Adria SRL. Er war Mitglied des Ausschusses für Journalistenausbildung und wissenschaftliche Fragen des Verbandes Österreichischer Zeitungen sowie des Fachbeirats des Kuratoriums für Journalistenausbildung. Von 1975 an vertrat er die Presse im Aufsichtsrat der APA – Austria Presse Agentur eG.

### Tätigkeit bei der APA – Austria Presse Agentur eG
1982 wurde Vyslozil zum Geschäftsführer und Mitglied des Vorstands der Austria Presse Agentur (APA) bestellt. Die APA zählt mit Reuters, Associated Press (AP), der Deutschen Presse-Agentur (dpa) und anderen zur weltweit kleinen Gruppe der vom Staat unabhängigen Nachrichten- und Presseagenturen und befindet sich im genossenschaftlichen Eigentum von 16 österreichischen Tageszeitungen und des ORF. Unter seiner Führung entwickelte sich die APA von einer traditionellen Nachrichtenagentur zu einem führenden Informations-Dienstleistungsunternehmen. Das Unternehmen war 1982 mit etwa 130 Mitarbeiterinnen und Mitarbeitern und einem Umsatz von etwa umgerechnet 7 Millionen Euro die kleinste westliche Nachrichtenagentur Europas.
Bis 2008 konnte der Umsatz unter Vyslozils Führung um mehr als das Achtfache auf 58 Millionen Euro gesteigert werden, gleichzeitig erhöhte sich der Personalstand auf etwa 400 ständig Beschäftigte. Damit ist die APA in dieser Periode als Nachrichtenagentur eines der kleineren europäischen Länder zur sechstgrößten Agentur innerhalb der EU geworden. Basis für den Erfolg war das von Ende der 1980er Jahre an entwickelte Geschäftsmodell, das auf der Konvergenz von Realtime-Information, Datenbank-Information und Hochtechnologie beruht. Dieses Konzept verwirklichte Vyslozil ein Jahrzehnt vor Einführung des Internets bei der APA. Es steht auch ein Vierteljahrhundert später erfolgreich im Zentrum der Unternehmensstrategie der Agentur.
Vyslozil vertrat die Maxime, dass zur Sicherung der redaktionellen Unabhängigkeit die wirtschaftliche Unabhängigkeit der APA kontinuierlich gestärkt werden müsse. Dazu verfolgte er eine nachhaltige Wachstums- und Diversifizierungsstrategie. In deren Rahmen wurde die APA etwa vom Jahr 2000 an neben den traditionellen Agenturbereichen in drei weiteren Geschäftsfeldern aktiv, und zwar Bildagentur, Informationsmanagement und Informationstechnologie. Mit ihren zehn Tochterunternehmen (im Jahr 2008) und einer Reihe von Auslandsbeteiligungen war und ist die APA eine der am stärksten diversifizierten europäischen Nachrichtenagenturen. Von besonderer Bedeutung ist dabei die von Vyslozil betriebene und im Jahr 2007 realisierte Akquisition von 60 (2016: 50) Prozent der Anteile an Keystone, der größten Schweizer Bildagentur. Die restlichen 40 (2016: 50) Prozent hält die Schweizerische Depeschenagentur (SDA).
Auf sein Betreiben wurde am Wiener Naschmarkt von 2003 bis 2005 die neue Unternehmenszentrale errichtet. Herzstück des Hauses ist ein Newsroom, der mit 1600 Quadratmetern zu den größten Europas zählt. Er bietet Platz für alle journalistischen Abteilungen von den klassischen Ressorts über Multimedia, Bild und Grafik bis hin zu Video mit mehr als 160 redaktionellen Mitarbeiterinnen und Mitarbeitern.
Vyslozil hatte die Funktion als Geschäftsführer der APA 26 Jahre lang. Er trat Ende 2008 als europaweit dienstältester Chef einer Nachrichtenagentur in den Ruhestand.

### Wissenschaftliche Tätigkeit
Im Jahr 1989 regte Vyslozil das international vergleichende Forschungsprogramm „Ökonomie und Zukunft der Printmedien“ an. Von 1990 bis 1993 war er Vorsitzender des wissenschaftlichen Beirats des Vorhabens, das mit 13 Teilprojekten ein Schwerpunktprogramm des österreichischen Wissenschaftsministeriums war.
Im Jahr 1998 war er Initiator eines von der APA finanzierten zweijährigen Projekts zur Erforschung der Geschichte der österreichischen Nachrichtenagenturen seit Mitte des 19. Jahrhunderts.
Von 2009 bis 2010 war Vyslozil Rektor der Fachhochschule St. Pölten. Mit der von ihm initiierten und geprägten Mittelfriststrategie „Employability durch Exzellenz“ trug er zu einer neuen strategischen Ausrichtung der Fachhochschule bei.
Seit 2010 ist er Lehrbeauftragter für Strategisches Medienmanagement und Medien-Innovations-Management an den Universitäten Wien und Salzburg.
Von 2011 bis 2013 erforschte Vyslozil im Auftrag der Agenturen der „Gruppe 39“ die Wurzeln und die Geschichte dieses weltweit ältesten, 1939 gegründeten Agentur-Verbandes.

### Weitere berufliche Funktionen
1989 bis 1990 sowie 2006 bis 2008 Präsident der European Alliance of Newsagencies (EANA).
1994 bis 1997 Aufsichtsratsvorsitzender der European Pressphoto Agency (epa) mit Sitz in Frankfurt am Main.
1996 bis 1998 Vorsitzender der Gruppe 39 (Alliance of Independent Newsagencies in Central and Northern Europe).
1995 bis 2008 Vorsitzender des „Expert Committee on Newsagencies“ des International Press Institute (IPI).

## Veröffentlichungen
- Wolfgang Vyslozil, Heinz Pürer und Eckart Klaus Roloff (1973): Die Struktur der österreichischen Tagespresse. St. Pölten: IM – Information & Meinung, 4. Jahrgang 1973, 1. Sonderheft.
- Wolfgang Vyslozil (1996): The Economic Situation of News Agencies in Transition. In: IPI (1996): Central and East European News Agencies in Transition. Vienna/Warsaw: International Press Institute, S. 125–149.
- Edith Dörfler und Wolfgang Pensold (2001): Die Macht der Nachricht. Die Geschichte der Nachrichtenagenturen in Österreich. Herausgegeben von Wolfgang Vyslozil. Wien: Molden Verlag. ISBN 3-85485-065-4
- Wolfgang Vyslozil (2014): Group 39. History of an Exceptional Alliance of News Agencies. Character, Business and Policy of Independent News Agencies in Europa. Vienna: APA-Austria Press Agency. ISBN 978-3-200-03342-9

## Auszeichnungen
Im Jahr 2007 zeichnete das Branchenmagazin Der Österreichische Journalist Vyslozil als Medienmanager des Jahres aus. Damit wurden seine Leistungen für die APA anerkannt, die er zu einem „Medienhochleistungsunternehmen“ gemacht habe.
Im Jahr 1996 ernannte ihn das Board des International Press Institute (IPI) für seine „hervorragende Arbeit über osteuropäische Nachrichtenagenturen im Wandel“ zum „IPI-Fellow“.
Im Jahr 2005 erhielt er von Bundespräsident Heinz Fischer das Große Ehrenzeichen für Verdienste um die Republik Österreich in Anerkennung für die „eindrucksvolle Entwicklung der APA“ unter seiner Leitung.
Darüber hinaus wurde er für seine langjährige Unterstützung von mittel- und osteuropäischen Agenturen in Transition 2006 mit dem bulgarischen Madara-Orden 1. Klasse und 2009 mit dem Ritterkreuz des ungarischen Verdienstordens ausgezeichnet.